# Leandra riograndensis
Leandra riograndensis är en tvåhjärtbladig växtart som först beskrevs av Alexander Curt Brade, och fick sitt nu gällande namn av John Julius Wurdack. Leandra riograndensis ingår i släktet Leandra och familjen Melastomataceae. Inga underarter finns listade i Catalogue of Life.